# Gabriel Ferrand
Pour les articles homonymes, voir Ferrand.
Gabriel Ferrand (1864-1935) est un orientaliste français, spécialiste de Madagascar. 

## Biographie
Diplômé de l'École des langues orientales, Gabriel Ferrand est notamment l'auteur d'un Essai de grammaire malgache et d'un Dictionnaire de la langue de Madagascar.
Il fut membre de la Société de linguistique de Paris et de la Société asiatique, et l'un des rédacteurs du Journal asiatique.

## Publications sélectives
- Les Musulmans à Madagascar et aux îles Comores, 3 parties, Paris : E. Leroux, 1891-1902.
- Contes populaires malgaches (recueillis, traduits et annotés par Gabriel Ferrand), Paris : E. Leroux, 1893, 266 p.
- Essai de grammaire malgache, Paris : E. Leroux, 1903, 263 p.
- Dictionnaire de la langue de Madagascar d'après l'édition de 1658 et l'histoire de la grande Isle Madagascar de 1661, Paris : E. Leroux, 1905, 296 p.
- Essai de phonétique comparée du malais et des dialectes malgaches (thèse pour le doctorat d'université, présentée à la Faculté des lettres de l'Université de Paris), Paris : Librairie orientaliste Paul Geuthner, 1909, 347 p.
- Relations de voyages et textes géographiques arabes, persans et turks relatifs à l'Extrême-Orient du VIIIe au XVIIIe siècle (traduits, revus et annotés par Gabriel Ferrand), 2 volumes, Paris : E. Leroux, 1913-1914.
- Le Pilote des mers de l'Inde, de la Chine et de l'Indonésie (traduit de l'arabe par Gabriel Ferrand), 2 volumes, Paris : Librairie orientaliste Paul Geuthner, 1921-1923.
- Voyage du marchand arabe Sulaymân en Inde et en Chine, rédigé en 851 (traduit de l'arabe par Gabriel Ferrand), Paris : Bossard, 1922, 159 p.